# Noile Aventuri ale lui Batman
Noile Aventuri ale lui Batman (engleză: The New Adventures of Batman) este un serial de animație produs de Filmation în 1977 înfățișând supereroii de la DC Comics Batman, Robin și Batgirl. Distribuitorul actual este Warner Bros. Television potrivit companiei parentală  Warner Bros, proprietarul lui DC Comics, care publică titlurile Batman. Este o continuare a serialului de televiziune Batman din anii '60 care fusese anulat nouă ani mai devreme. 
Noile Aventuri ale lui Batman a avut premiera pe data de  10 februarie 1977 pe CBS. Episoadele din aceste serii au fost difuzate mai târziu împreună cu alte show-uri Filmation precum: Tarzan, Lord of the Jungle (Tarzan, Lordul Junglei) (1976, CBS) —făcând parte din: Batman/Tarzan Adventure Hour (Ora Aventurilor cu Batman/Tarzan) (1977–1978 CBS), Tarzan and the Super 7 (Tarzan și Super 7) (1978–1980 CBS), și Batman and the Super 7 (Batman și Super 7) (1980–1981 NBC).
În Noile Aventuri ale lui Batman, "Dinamicul Duo" luptă contra crimelor în Orașul Gotham, confruntându-se cu clasicii lui dușmani precum și câțiva răufăcători originali. Ființa care complică lucrurile este Bat-Mite, o bine intenționată creatură din altă dimensiune numită Ergo, care se consideră cel mai mare fan al lui Batman. Ca rezultat, el poartă o variantă a costumului lui  Batman și încearcă să-l ajute, doar că de obicei creează o mulțime de probleme (deși el este ocazional un lucru valoros). Cel care lipsește este Alfred, majordomul loial al alter ego-ului lui Batman, Bruce Wayne; de asemenea un lucru important în acest serial este faptul că culorile de la "R-ul" de pe costumul lui Robin sunt inversate.
Intro-ul serialului

## Predecesori și competiție

Bat-Mite, Batman și Robin din Noile Aventuri ale lui Batman

În septembrie 1968, înainte de Noile Aventuri ale lui Batman și cu o jumătate de an după Batman serialul de televiziune, Asociația Filmation a creat și a difuzat o serie animată cu Batman (înainte de Bat-Mite), numită The Batman/Superman Hour (Ora Batman/Superman), pentru CBS. Aceste serii, primele desene de Sâmbătă Dimineața pentru Cruciatul cu Capă, au combinat noile aventuri ale lui Batman și Robin cu vechile episoade din Superman/Superboy. În 1969, acestea au fost rearanjate în episoade a câte 30 de minute fără Superman și redenumite Batman with Robin the Boy Wonder (Batman și Robin Băiatul Minune).
Noile Aventuri ale lui Batman a fost produs cu Super Friends (Super Prietenii), care fusese produs la rândul lui de compania concurentă Hanna-Barbera Productions, ce i-a inclus# pe Batman și Robin ca membri, făcându-și rar apariția în istoria de animație care a avut parte în două studio-uri producându-se simultan seriile ce sugerează aceleași personaje. Cea mai diferită a fost aceea din seriile Filmation, vocile lui Batman și Robin erau ale lui Adam West și Burt Ward, principalii actori din filmul serial al anilor '60 Batman. Vocile personajelor Batman și Robin de la Hanna-Barbera erau realizate de către Olan Soule și Casey Kasem, care au jucat rolul acelorași personaje pentru versiunea din 1968 a studio-urilor Filmation, The Batman/Superman Hour (Ora Batman/Superman) .

## Episoadele și răufăcătorii
| # | Titlu                                   | Răufăcător(i)                                         |
| --- | --------------------------------------- | ----------------------------------------------------- |
| 1 | The Pest                                | Joker                                                 |
| Joker fură o mașină experimantală pe hidrogen, deghizându-se într-un invenator, dar fără a cunoaște slăbiciunile mașinii. |                                         |                                                       |
| 2 | The Moonman                             | Moonman                                               |
| Prietenul din liceu al lui Bruce Wayne, Scott Rogers, mai târziu primul astronaut care merge într-o misiune solo pe lună, se întoarce cu un secret.                                                                              |                                         |                                                       |
| 3 | Trouble Identity                        | Femeia Pisică                                         |
| Batgirl își face o apariție surpriză la debutul unei noi mașinării, care transformă gunoiul în stofă, pentru a și-l însuși. Sau nu?                                                                                              |                                         |                                                       |
| 4 | A Sweet Joke On Gotham City             | Sweet Tooth                                           |
| 4 din 5 dentiștis îi resping planul lui Sweet Tooth, să ruineze sănătatea copiilor transformând rezerva de apă a Orașului Gotham în sirop de ciocolată.                                                                          |                                         |                                                       |
| 5 | The Bermuda Rectangle                   | Profesor Bubbles                                      |
| Un răufăcător subacvatic folosește un rechin antrenat să-i care armele. |                                         |                                                       |
| 6 | Bite-Sized                              | Electro                                               |
| Electro îi pândește pe Batman și Robin, intenționând să-i micșoreze pentru a-l ajuta să fure secretele guvernului. |                                         |                                                       |
| 7 | Reading, Writing & Wronging             | Pinguinul                                             |
| Pinguinul deschide o școală a crimelor, unde tinerii termină, ajungând ca el. |                                         |                                                       |
| 8 | The Chameleon                           | Cameleonul                                            |
| Nu este Clayface, dar cu abilități similare – și un plan să dezactiveze noul colector solar/lunar din Gotham. |                                         |                                                       |
| 9 | He Who Laughs Last                      | Joker                                                 |
| Joker evadează din închisoare, și plănuiește să se răzbune pe Batman dându-i multiple indicii care duc către crimele sale. |                                         |                                                       |
| 10 | The Deep Freeze                         | D-l Îngheț                                            |
| Subalternul D-lui Îngheț construiește o rază de îngheț, pe care o folosește să facă prăpăd în oraș. |                                         |                                                       |
| 11 | Dead Ringers                            | Clayface                                              |
| Clayface se dă drept Batman pentru a răpi un ministru arab, apoi infiltrându-se în Peșteră. |                                         |                                                       |
| 12 | Curses! Oiled Again!                    | Clayface/ Femeia Pisică                               |
| Femeia Pisică și Clayface își unesc forțele să fure petrol, și un reporter TV încearcă să îl ajute pe Batman. |                                         |                                                       |
| 13 | Birds Of A Feather Fool Around Together | Pinguinul / Joker                                     |
| În scopul de a câștica o alegere, Pinguinul inventează 'Crime Slime', care poate transforma oamenii obișnuiți în criminali. Asta îl face să-și schimbe corpul cu Bat-Mite, și pare să-i afecteze pe Batman și Robin de asemenea. |                                         |                                                       |
| 14 | Have An Evil Day (Part 1)               | Zarbor / Joker / Pinguinul / Clayface / Femeia Pisică |
| Zarbor, un criminal din lumea lui Bat-Mite, vine pe Pământ, recrutându-i pe inamicii lui Batman și ținându-l ocupat, în timp ce el fură Putera Nucleară a Americii.                                                              |                                         |                                                       |
| 15 | Have An Evil Day (Part 2)               | Zarbor / Joker / Pinguinul / Clayface / Femeia Pisică |
| Batman și Robin, răufăcătorii, și Bat-Mite îl urmează pe Zarbor înapoi pe Ergo, sperând să-i dejoace planurile, și să recupereze armele nucleare furate.                                                                         |                                         |                                                       |
| 16 | This Looks Like A Job For Bat-Mite!     | Zarbor                                                |
| Zarbor scapă de închisoarea din Ergo și revine pe Pământ, plănuind să devină conducătorul lui – cu ajutor din partea Dinamicului Duo.                                                                                            |                                         |                                                       |

## Vocile
- Adam West ca Batman/Bruce Wayne
- Burt Ward ca Robin/Dick Grayson
- Melendy Britt ca Batgirl/Barbara Gordon, Femeia Pisică
- Lou Scheimer ca Bat-Mite, Bat-Computer, Clayface
- Lennie Weinrib ca și Comisarul James Gordon, Joker, Pinguinul, D-l Îngheț, Electro, Cameleonul, Zarbor, Clayface, Moonman, Profesorul Bubbles, Sweet Tooth

Câțiva răufăcători din serial

## Răufăcătorii care lipsesc
Ghicitoarea și Sperietoarea au fost excluși din show, deoarece Hanna-Barbera avea deja drepturi de autor asupra personajelor din Challenge of the Super Friends (Provocarea Super Prietenilor) (deși Ghicitoarea apare în genericul serialului într-un costum roșu, și a fost menționat ca fiind arestat la începutul episodului Deep Freeze). Acesta este de asemenea motivul pentru care Joker nu a putut apărea în Challenge of the Superfriends (Provocarea Super Prietenilor), deși era planificat ca membru al Legiunii Distrugerii.

## Credite de producție
- Producători Executivi: Lou Scheimer, Norm Prescott
- Produs de: Don Christensen
- Director Supervizor: Don Towsley
- Directori de Animație: Rudy Larriva, Lou Zukor, Gwen Wetzler
- Directori de Artă: Herb Hazelton, Alberto DeMello
- Asistent: Mike Hazy
- Aspect: Jim Fletcher, Lonnie Lloyd, George Goode, Carol Lundberg, Wes Herschensohn, Cliff Voorhees, Les Kaluza, David West, Jim Willoughby
- Directori Poveste: Bob Kline
- Povestea: John Dorman, Paul Fennell, Mario Piluso, Paul Sommer, Sherman Labby
- Director de Culoare: Ervin Kaplan
- Artiști Background: Tom O'Loughlin, Rolly Oliva, Curtiss Perkins, Barbara Benedetto, Don Watson, Don Peters, Don Schweikert, Sheila Brown, Pat Keppler
- Animatori: Jim Brummett, Robert Carr, Jesse Cosio, Zeon Davush, Otto Feuer, Ed Friedman, John Garling, Fred Grable, Dick Hall, Lou Kachivas, Marshll Lamore, Fred Myers, Bill Nunes, Casey Onaitis, Jack Ozark, Bill Pratt, Virgil Raddatz, Len Rogers, Virgil Ross, Don Schloat, Larry Silverman, Dardo Velez, Ron Westlund
- Asistent Supervizor de Animație: Lew Irwin
- Supervizor de Verificare: Marion Turk
- Supervizor Culori: Betty Brooks
- Supervizor Camera: R.W. Pope
- Camera: Frederick T. Zeigler, Dean G. Teves, Don Dinehart
- Muzică Și Efecte Sonore: Horta-Mahana Corp.
- Culori De: Technicolor
- Postproducție Și Supervizor Editor: Joseph Simon
- Editare Film: Doreen Dixon, Jim Blodgett
- Coordonator Film: June Gilham
- Muzică De Background De: Yvette Blais, Jeff Michael
- Piblicare Muzică: Shermley Music Corp, A.S.C.A.P.
- Voci: Adam West, Burt Ward, Lennie Weinrib, Melendy Britt
- Bazat pe personajele create de Bob Kane și apărute în revistele Detective Comics, Batman și alte reviste D.C. și publicări DC Comics, Inc.
- O producție de Filmation Associates, Inc., O Companie TelePrompTer
- Copyright (c) Filmation Associates, Inc., 1977
- Logo-ul DC, Batman toate elementele personajelor din DC Comics, (c)1977
- Serii (c)2009 Warner Bros. Entertainment, Inc.